# Dimítris Stratoúlis
Dimítris Stratoúlis (grec moderne : Δημήτρης Στρατούλης), né le 2 novembre 1958 à  Astakós, est un homme politique grec, membre du parti SYRIZA, en août 2015, l'un des fondateurs de l'Unité populaire une scission de SYRIZA.

## Biographie
Il est docteur en relations sociales.
En 2012, il est chargé de l'emploi dans le cabinet fantôme (« σκιώδης κυβέρνηση ») du parti SYRIZA.
Élu député d'Athènes B sur la liste SYRIZA en janvier 2015, il est :
- Coordinateur du comité de la politique de la SYRIZA travail.
- Membre du Secrétariat politique de la Coalition de Gauche.
- Vice-président de l'Institut du travail de la GSEE.

Il a été :
- Membre du Comité national pour les droits de la personne et, en tant que représentant élu des travailleurs,
- Membre de l'Organisation des télécommunications administratif Conseil hellénique, assemblée représentative de contrôle social de la Hellenic Telecommunications Organization et membre de l'administration de la GSEE, en tant que secrétaire de sa politique sociale.
- Il a été actif en Grèce et dans le Forum social européen ainsi que dans les mouvements sociaux en Grèce et en Europe.

Il a écrit, le livre les relations de travail dans le maelström de l'ouragan néolibérale (lettres grecques, 2005) et a participé à l'écriture de l'ouvrage collectif Le chômage et l'emploi en Grèce (Saison Moderne, 1991).
Le 21 août 2015, il quitte la SYRIZA avec vingt-quatre autres députés dissidents pour créer Unité populaire. Il est désigné représentant parlementaire d'Unité populaire.

## Œuvres
- Collectif, Unemployment and Employment in Greece, Modern Season, 1991.
- The labour relations in the maelstrom of neoliberal hurricane, Greek Letters, 2005.